# Stefan Żeromski

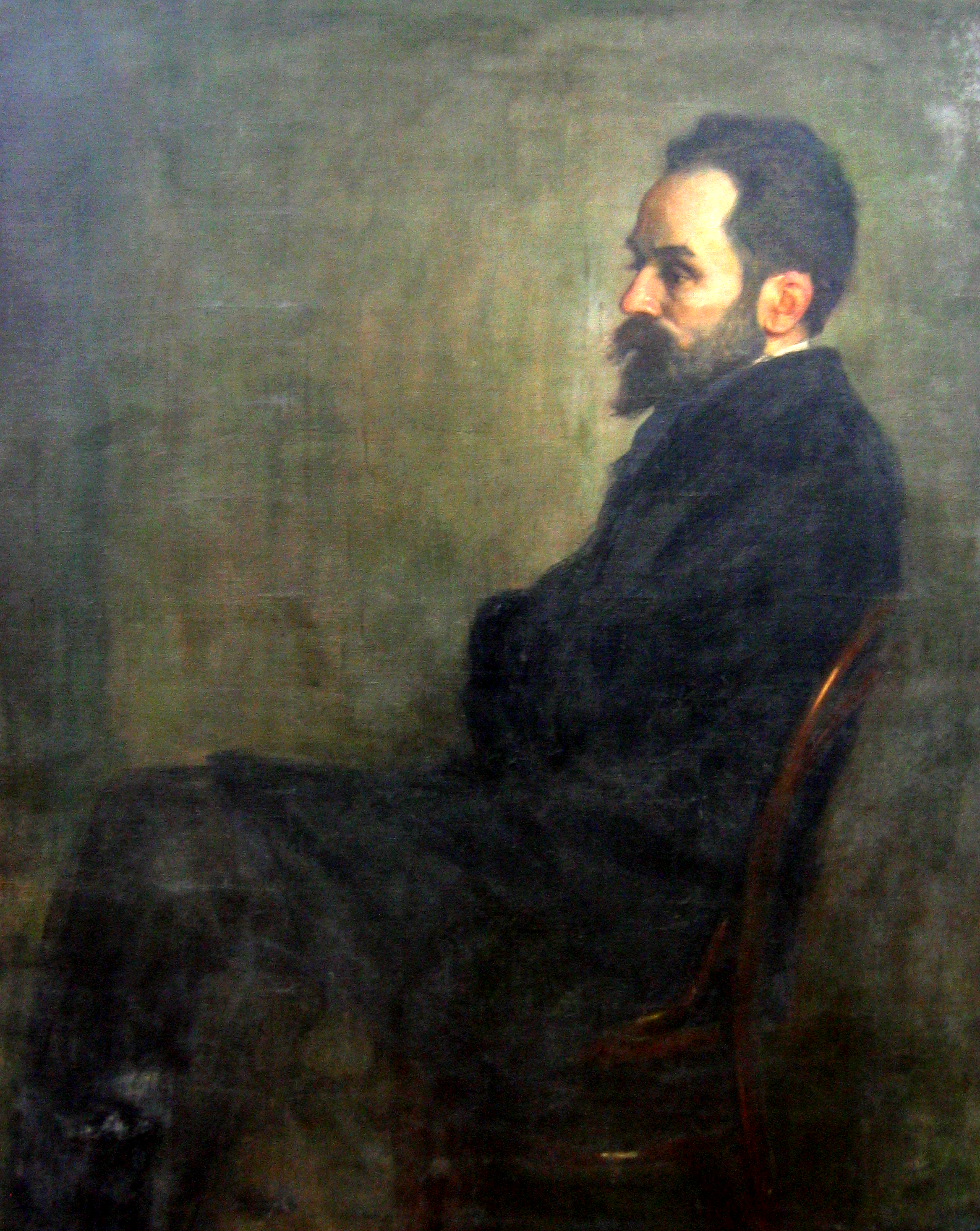
Bức chân dung Żeromski năm 1900 của Niewiadomski

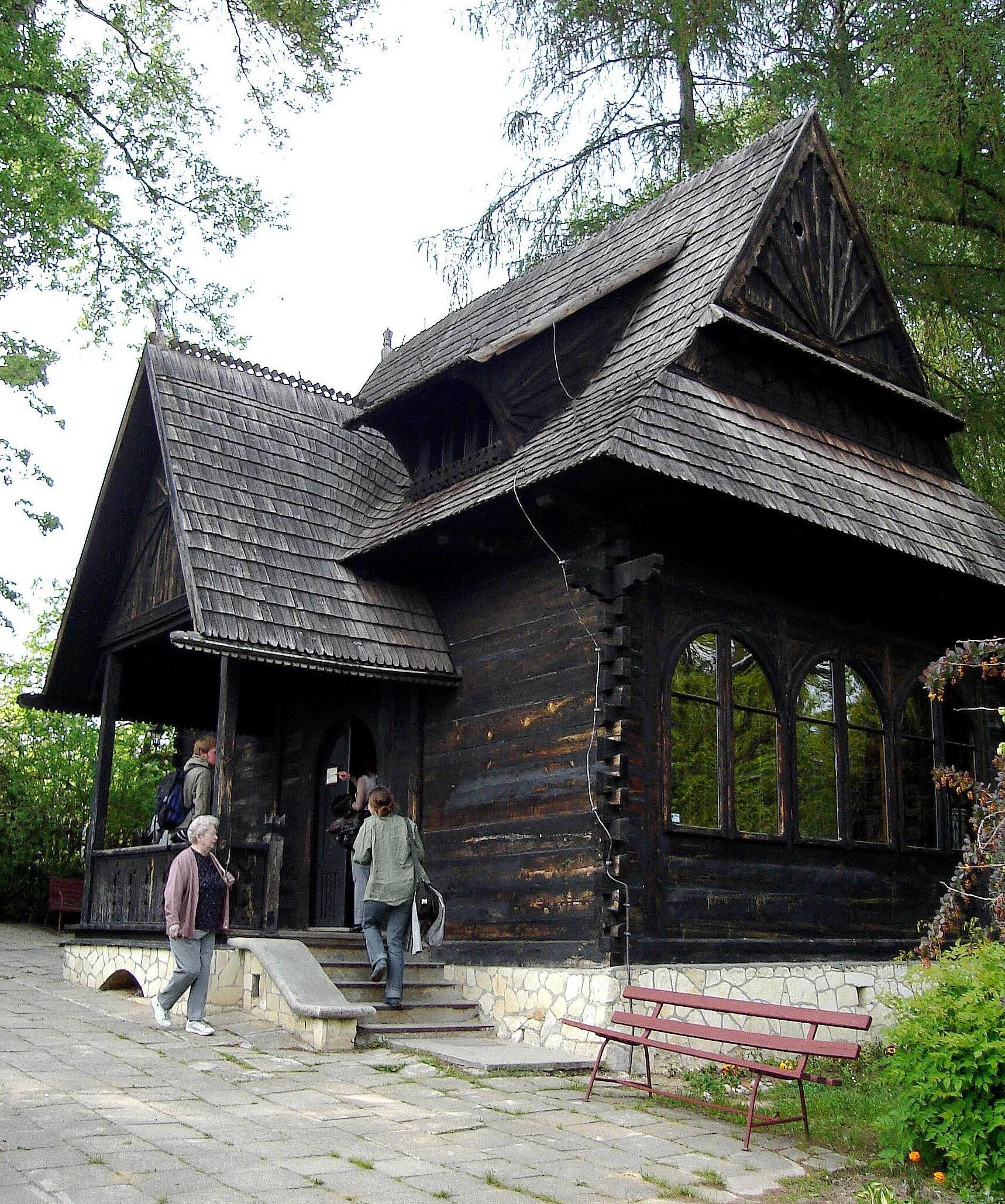
Chata, nhà của Żeromski tại Nałęczów

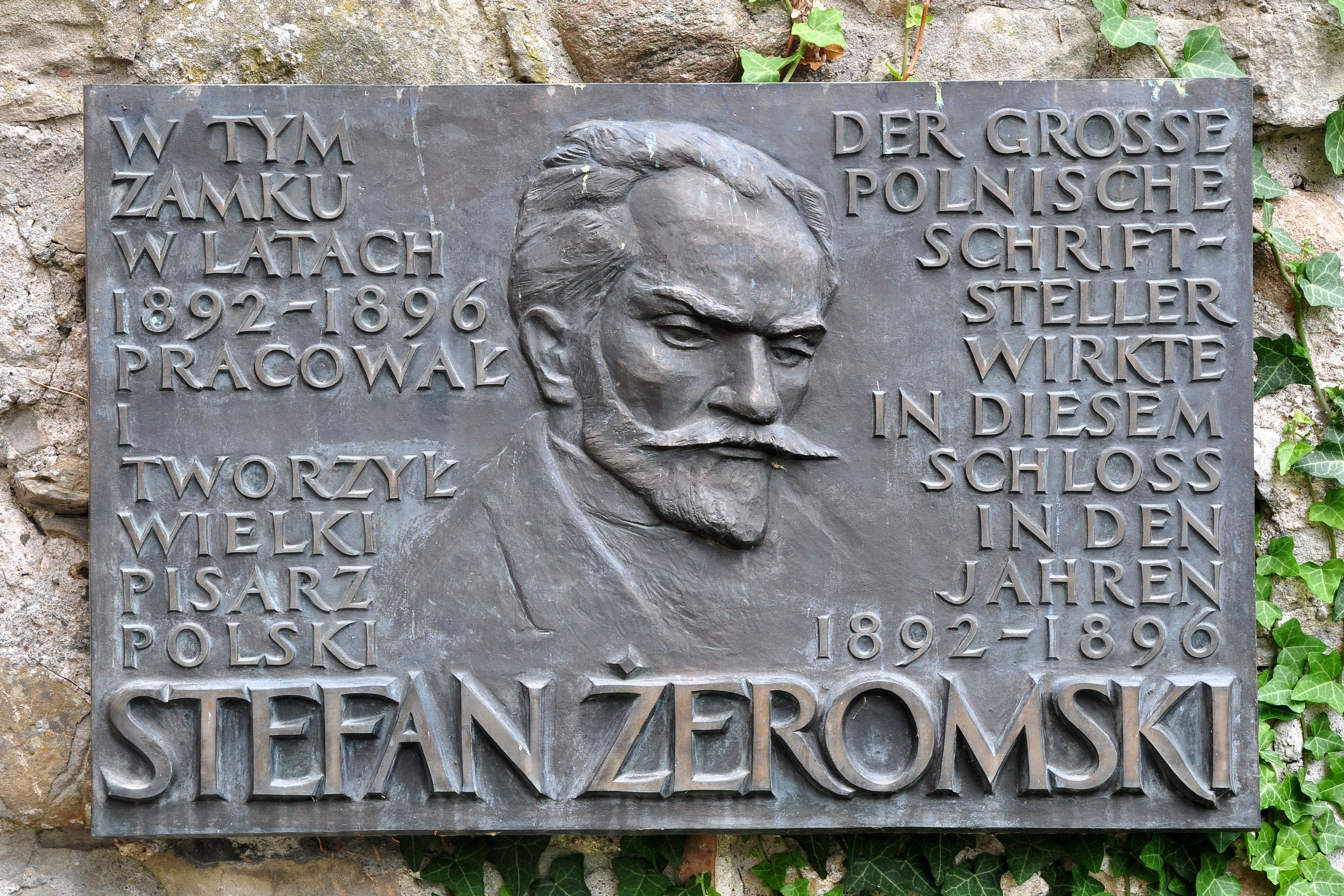
Bức khắc đá tại lâu đài Rapperswil tưởng nhớ Żeromski

Stefan Żeromski [ˈstɛfan ʐɛˈrɔmski] ⓘ (14 tháng 10 năm 1864 - 20 tháng 11 năm 1925) là một tiểu thuyết gia và nhà viết kịch người Ba Lan thuộc phong trào Ba Lan trẻ vào đầu thế kỷ 20. Ông được mệnh danh là "lương tâm của văn học Ba Lan".
Bút danh: Maurycy Zych, Józef Katerla và Stefan Iksmoreż.
Ông được đề cử bốn lần cho giải Nobel Văn học.

## Cuộc đời
Stefan Żeromski sinh ngày 14 tháng 10 năm 1864 tại Strawczyn, gần Kielce.
Ngày 2 tháng 9 năm 1892, ông kết hôn với Oktawia Rodkiewiczowa, nhũ danh Radziwiłłowiczówna.
Họ chuyển đến Thụy Sĩ. Tại đây Żeromski làm việc từ năm 1892 đến 1896 với công việc là thủ thư tại Bảo tàng Quốc gia Ba Lan ở Rapperswil.
Năm 1913 Żeromski cưới họa sĩ Anna Zawadzka; họ có một cô con gái, Monika.
Năm 1924, để ghi nhận những thành tựu của Żeromski, Tổng thống Stanisław Wojciechowski đã trao tặng ông một căn hộ ba phòng trên tầng hai của Lâu đài Hoàng gia Warszawa.
Trong cùng năm đó, Żeromski được đề cử giải thưởng Nobel văn học.
Ông mất vào ngày 20 tháng 11 năm 1925 tại Warszawa.

## Tác phẩm chọn lọc
- "Chạng vạng" ("Zmierzch", truyện ngắn, 1892)
- Rozdziobią nas kruki, wrony, 1895
- Bác sĩ Peter (Doktor Piotr, 1895)
- Syzyfowe prace, 1898
- Người vô gia cư (Ludzie bezdomni, 1899)
- Tro tàn (Popioły, 1904)
- Tiếng vang rừng núi (Echa leśne, 1905)
- Tiền lương của tội lỗi (Dzieje grzechu, 1908)
- Elegy for a Hetman (Duma o hetmanie, 1908)
- Bông hồng (Róża, 1909)
- Sułkowski (1910)
- Dòng sông trung thành (Wierna rzeka, 1912)
- Sự quyến rũ của cuộc đời (Uroda życia, 1912)
- Đấu tranh với Satan (Walka z szatanem, tập 1-2, 1916; tập 3, 1919)
- Gió từ biển (Wiatr od morza, 1922)
- Chim cút của tôi đã bỏ trốn (Uciekła mi przepióreczka, 1924)
- Mùa xuân đến (Przedwiośnie, 1924)
- Tạp chí (Dzienniki, 1953-1956)

Các tác phẩm của Żeromski được dịch sang nhiều ngôn ngữ.

### Phim
Một số tiểu thuyết Żeromski của đã được Walerian Borowczyk, Andrzej Wajda và Filip Bajon chuyển thể thành phim